# Raymond Ramcharitar
Raymond R. Ramcharitar é um poeta, dramaturgo, escritor de ficção e crítico cultural e de mídia de Trinidad.

## Primeiros anos
Ramcharitar foi educado na Universidade das Índias Ocidentais, em Santo Agostinho, onde obteve três diplomas: bacharelado em economia (1991), mestrado em literatura em inglês (2002) e doutorado em história cultural (2007). Ele recebeu uma bolsa de estudos do Programa de Escrita Criativa da Universidade de Boston em 2000 pelo ganhador do Prêmio Nobel Derek Walcott, onde estudou poesia e teatro.

## Autor
Os trabalhos publicados de Ramcharitar incluem livros e artigos acadêmicos e criativos. Seu livro The Island Quintet (ficção) foi publicado pela Peepal Tree Press, Reino Unido, 2009. Foi pré-selecionado para o Prêmio dos Escritores da Commonwealth de Melhor Primeiro Livro de 2010 para o Caribe e o Canadá. The Island Quintet foi revisado na Trinidad & Tobago Review e The Independent (Londres).
Sua coleção de poemas, American Fall, foi publicada pela Peepal Tree em 2007. Um livro de crítica da mídia, Breaking the News, Media & Culture in Trinidad, foi publicado pela Lexicon, uma editora de Trinidad e Tobago (2005).
A peça de Ramcharitar, Paradiso, foi um dos três vencedores do Festival Internacional de Dramaturgia de 2002 do Warehouse Theatre, sendo convidado à BBC em setembro de 2003.
O trabalho de Ramcharitar como poeta é, excepcionalmente para os poetas contemporâneos do Caribe, altamente formal e inteiramente em inglês padrão. Ele usa formas tradicionais como o soneto, vilanela e sextina. Ele é influenciado por Walcott, Philip Larkin, R. S. Thomas e Wallace Stevens.
Como escritor de ficção, ele foi comparado a V. S. Naipaul, mas sua sensualidade explícita e tendência à experimentação mostram dívidas com escritores tão diversos como Umberto Eco e Thomas Pynchon. A epígrafe do The Island Quintet era do Gravity's Rainbow, de Pynchon.

## Acadêmico
Como acadêmico, Ramcharitar é um revisionista polêmico. Sua tese de doutorado ("A História Oculta de Trindade: Cultura Subterrânea em Trindade, 1870-1970") forneceu uma narrativa "corretiva" às narrativas históricas amplamente etnocêntricas dos historiadores nacionalistas das Índias Ocidentais. Ele publicou artigos de orientação semelhante sobre cultura e turismo, crítica literária e história. Seu trabalho sobre mídia e cultura — mídia e memória coletiva e economia emocional do Caribe — procura estabelecer uma presença em áreas amplamente inexploradas de bolsas de estudos culturais, críticas e de mídia do Caribe ou das Índias Ocidentais.
Ramcharitar lecionou artes cênicas, estudos culturais e literatura como adjunto na Universidade das Índias Ocidentais, em Santo Agostinho, e atualmente trabalha como consultor de comunicações em Trinidad. Ele começou a escrever como jornalista em 1991, trabalhando com os jornais Trinidad Guardian e Trinidad Express. Seu jornalismo foi publicado em todo o Caribe e internacionalmente. Ele publicou artigos na Islands Magazine, The Guardian (Londres), Hemispheres, Skywritings, Caribbean Beat e contribuiu para o Insight Guide to Trinidad and Tobago.